# Tarachodes chopardi
Tarachodes chopardi är en bönsyrseart som beskrevs av Giglio-tos 1917. Tarachodes chopardi ingår i släktet Tarachodes och familjen Tarachodidae. Inga underarter finns listade i Catalogue of Life.